# Launceston Elliot
Launceston Elliot (Mumbai, 1874. június 9. – Melbourne, 1930. augusztus 8.) olimpiai bajnok brit súlyemelő, atléta, birkózó, tornász.
Az 1896. évi nyári olimpiai játékokon indult súlyemelésben. Kétkaros súlyemelésben ezüstérmes lett, egykaros súlyemelésben viszont olimpiai bajnok lett.
Elindult atlétikában is, 100 méteres síkfutásban, de érmet nem szerzett.
Birkózásban 4. lett.
Tornában kötélmászásban versenyzett, és az 5. helyen zárt.
Az 1900. évi nyári olimpiai játékokon már csak egyetlen atlétikai versenyszámban indult: diszkoszvetésben 11. lett.